# Sierra de Paganzo
Sierra de Paganzo är en ås i Argentina.   Den ligger i provinsen La Rioja, i den centrala delen av landet, 1 000 km nordväst om huvudstaden Buenos Aires.
Omgivningarna runt Sierra de Paganzo är i huvudsak ett öppet busklandskap. Trakten runt Sierra de Paganzo är nära nog obefolkad, med mindre än två invånare per kvadratkilometer.